# Morus insignis
Morus insignis är en mullbärsväxtart som beskrevs av Bur. Morus insignis ingår i släktet mullbär, och familjen mullbärsväxter. Inga underarter finns listade i Catalogue of Life.